# 544

## Починали
- Халиф Омар, арабски халиф